# Kosiv Verch
Kosiv Verch (ukrajinsky Косів Верх, maďarsky Koszóver) je ves v Koločavské venkovské komunitě (hromadě) v okrese Chust v Zakarpatské oblasti na Ukrajině. Při sčítání lidu v roce 2001 zde žilo 16 obyvatel. Později však ves vymřela a domy jsou obydlené jen v létě.